# Densetsu no Yūsha no Densetsu
Densetsu no Yūsha no Densetsu (伝説の勇者の伝説 lit. La leyenda de los héroes legendarios?) es una serie de novelas ligeras japonesas escritas por Takaya Kagami e ilustradas por Saori Toyota. Fue publicada por Fujimi Shobo en la revista Dragon Magazine entre febrero de 2002 y octubre de 2006. Una secuela, The Legend of the Great Legendary Heroes, comenzó a publicarse el 25 de octubre de 2007 y actualmente cuenta con 12 volúmenes. La serie también cuenta con dos spin-off; The Legend of Legendary Heroes Anyway, una colección de historias cortas que se desarrolló entre 20 de diciembre de 2002 a 20 de junio de 2007 y fue compilado en 11 volúmenes, y The Legend of the Black Fallen Hero, que se desarrolló entre diciembre de 2007 y noviembre de 2009 y se compiló en 5 volúmenes. La serie también se ha incluido en otros medios de comunicación como un CD Drama, una adaptación del manga que actualmente cuenta con tres volúmenes compilados y un juego de video de PSP que fue lanzado el 18 de febrero de 2010 en PSP. Una adaptación al anime producido por el estudio Zexcs se estrenó el 1 de julio de 2010 y es licenciado por Kadokawa en Japón y Funimation Entertainment en América del Norte.

## Argumento
Ryner Lute es un estudiante perezoso de la Real Academia Militar Especial de Roland. Un día, el Imperio de Roland va a la guerra contra su país vecino Estabul, donde Ryner ve morir a sus compañeros y él termina en prisión. Ahí, escribe un reporte titulado "Cómo construir un Reino de siestas" para convertir al mundo en "un lugar donde pueda tomar siestas y vivir sin herir a alguien", en el cual explica que es posible lograrlo utilizando las míticas Reliquias de los Héroes Legendarios, y a pesar de haberlo escrito a falta de algo más qué hacer, el reporte logra impresionar a Sion Astal, el joven rey de Roland y amigo suyo en sus días de academia militar. Sion envía a Ryner a buscar dichas reliquias a través de varios reinos en compañía (obligatoria) de la auto nombrada "Bishōjo" Ferris Eris, la hija de un clan de espadachines que protege al rey desde varias generaciones atrás, quien también es obligada a ir por órdenes de su hermano. A lo largo del viaje, Ryner descubre que no todo es lo que parece ni las personas que le rodean son lo que dicen ser, mientras que disputas políticas e ideales distintos amenazan con hacer estallar una guerra en el continente.

## Personajes

### Principales
Ryner Lute (ライナ・リュート Raina Ryūto?)
Seiyu: Jun Fukuyama
Ryner es el protagonista de la historia. Tiene los ojos y el pelo negro y es de complexión delgada. Con frecuencia suele ser letárgico, somnoliento y sin motivación, tiene un talento natural en la magia, combate mano a mano, las artes del asesinato, la antigua tradición, idiomas y símbolos, y es el portador de Alpha Stigma (复写 眼, アルファ スティグマ? ), una habilidad ocular que le otorga la capacidad de analizar las diversas formas de magia. Los portadores del Alpha Stigma, al activar sus poderes, aparece una estrella de cinco puntas con tono rojizo sobre sus ojos. Debido a esta capacidad, en un mundo donde la magia forma diferencia entre países y su secreto es muy bien guardado, Ryner ha aprendido y adquirido la magia procedente de diferentes países a través de batallas con otros magos. Aunque el Alpha Stigma son el tipo más débil y más común de los cinco tipos de "Ojo Maldito (魔眼, Magan)", sobre todo porque los portadores no llegan a la adultez para utilizar plenamente su potencial, ya que lo usual es que son asesinados después de descontrolarse a una edad temprana, los ojos Ryner no son un ordinario Alpha Stigma.
Ferris Eris (フェリス・エリス Ferisu Erisu?)
Seiyu: Ayahi Takagaki
Una bishōjo rubia con ojos azules, con riqueza, que proviene de un famoso Clan de Espadas (剣 の 一族, Tsurugi no Ichizoku?) Designado para servir como guardias del rey de Roland, es la heroína de la historia. Ella lleva una expresión típicamente sin emociones, es muy orgullosa de su propia belleza, y es una fanática del dango (bola de masa en japonés) y puede hacer casi cualquier cosa por el bien del dango. Precisamente aceptó ir en el viaje para buscar las Reliquias de los Héroes, porque su hermano amenazó con destruir su tienda favorita de dango. Su necesidad de dango es tan importante que una vez extendida la expresión clásica de las tres necesidades de supervivencia, 'yo', 'Shoku', 'Ju' (prendas de vestir (衣, i), Alimentos (食, shoku), Vivienda (住, Ju)), al 'yo', 'Shoku', 'Ju', 'Da', donde 'Da' significa "dango".
Desde temprana edad, había recibido una formación tortuosa y fue abusada físicamente de niña por su familia. Para preservar la extraordinaria fuerza y los reflejos del clan Eris, la familia mantenía su práctica oscura del incesto para conservar su línea de sangre pura. Ferris originalmente iba a casarse con su hermano. Sin embargo, tanto ella y su hermano fueron considerados indignos de preservar el linaje Eris por sus padres. A la edad de catorce años, ella iba a ser violada por sus padre con la intención de concebir una nueva hija posiblemente más adecuada para la familia, pero fue salvada por su hermano quien asesinó a sus padres, poniendo fin al oscuro legado de la familia Eris.

### Roland
Sion Astal (シオン・アスタール Shion Asutāru?)
Seiyu: Daisuke Ono
Hijo del rey anterior y un humilde plebeyo, Sion es el actual rey de Roland, que se encuentra en la parte sur del continente de Menoris, al norte de Estabul. Tiene el pelo plateado y los ojos dorados. Debido a su humilde nacimiento, fue rechazado y odiado por sus medios hermanos. Sion se inscribe en Real Academia Militar Especial de Roland, donde conoce a Ryner y Kiefer. Se comprometió muy joven a convertirse en rey para eliminar la corrupción del mundo. Durante la guerra en los años de la Academia Militar Especial de Roland, después de que Ryner acabó con cincuenta caballeros Magos de Estabul esto a causa de que Ryner había perdido el control del Alpha Stigma, a Sion se le dio el crédito y fue nombrado Héroe de Roland. A partir de entonces, junto con Claugh y Calne, y con el apoyo secreto de Lucile, lideró una revolución y ascendió al trono. Es a menudo conocido como el "rey héroe de Roland".
Lucile Eris (ルシル・エリス Rushiru Erisu?)
Seiyu: Tomokazu Sugita
Un hombre frío, tranquilo y reservado. Lucile es el hijo del Jefe del clan de espadas Eris, una posición que heredó después de matar a sus propios padres, que también eran hermanos de sangre, para salvar a Ferris de su padre. Su acción se debe en parte a su amor más de lo fraterno hacia Ferris (aunque Ferris una vez mencionó que Lucile la habría matado si no protegía a Sion). La Casa de Eris es una de las principales casas de Roland y durante generaciones había servido como guardia personal del rey de Roland.
Su nombre real es Lucile Rex Eris (エリス ルクス, Rekusu Erisu). Después de que el "God Devouring (神 喰い, Kami Kurai)" fue implantado en su cabeza por el padre de Ryner, Lieral Lute, que acabó con la "Demon portion" de "The Lonely Demon", que fue sellada por debajo de la casa de Eris, a partir de entonces la adquisición de un medio de su esencia y convertirse en Eris Lucile, "El Tejedor de todas las ecuaciones (すべて の 式 を 編む 者, Subete no Shiki o Amusha)". Además, también es un devorador(la maldición para borrar "El Tejedor de todas las ecuaciones"), hizo un contrato de mil demonios, y los consumió en la práctica de "The Goddess", y por lo tanto ganó una inmensa cantidad de poder. Su cuerpo no puede ser dañado incluso por las Reliquias de los Héroes. Sin embargo, no es invencible y aún no puede acercarse al nivel de "The Goddess" en poder.

## Anime
En enero de 2010 se anunció una adaptación al anime de la serie. La serie fue adaptada con 24 episodios dirigidos por el estudio Zexcs, dirigido por Itsuro Kawasaki, la música a cargo de Miyu Nakamura y el diseño de personajes hecho por Noriko Shimazawa. El anime comenzó a transmitirse en TV Tokio el 1 de julio de 2010, también en TV Osaka, TV Aichi y AT-X. El primer Blue Ray se estrenó el 22 de octubre de 2010.
En la quincena de diciembre de 2011 salió un crosover con Itsuka_Tenma_no_Kuro_Usagi en su capítulo 13, después de los créditos, donde por un malentendido, Ferris y Ryner terminan luchando contra el hermano de Gekko.

## Música

### OP
- "Lament: Joy Soon" (LAMENT～やがて喜びを～"LAMENT ~Yagate Yorokobi wo~"?) de Aira Yuki
- "Last Inferno" de Ceui

### ED
- "Truth Of My Destiny" de Ceui
- "Hikari no Filament" de Ayahi Takagaki